# Cyathea nicobarica
Cyathea nicobarica là một loài dương xỉ trong họ Cyatheaceae. Loài này được N.P.Balakr. & R.D.Dixit mô tả khoa học đầu tiên năm 1987.
Danh pháp khoa học của loài này chưa được làm sáng tỏ. 